# Ludvika
Ludvika je grad u središnjoj Švedskoj u županiji Dalarna.

## Stanovništvo
Prema podacima o broju stanovnika iz 2005. godine u gradu živi 14.018 stanovnika.

## Vanjske poveznice
- Službena stranica grada  Arhivirana inačica izvorne stranice od 30. srpnja 2012. (Wayback Machine)

### Ostali projekti
|  | Zajednički poslužitelj ima još gradiva o temi Ludvika |